# Еламан Догдурбек-уулу
Еламан Догдурбек-уулу (кирг. Эламан Догдурбек уулу; нар. 11 листопада 1993) — киргизький борець вільного стилю, бронзовий призер чемпіонату світу, срібний призер чемпіонату Азії, бронзовий призер Азійських ігор. Майстер спорту Киргизстану міжнародного класу з вільної боротьби. (киргиз.), (рос.)

## Життєпис
Боротьбою почав займатися з 2007 року. У 2016 році став бронзовим призером чемпіонату світу серед студентів.
Виступає за борцівський клуб «Дордой» Бішкек. Тренер — Айбек Бекалієв.

## Спортивні результати на міжнародних змаганнях

### Виступи на Чемпіонатах світу
| Змагання                        | Збірна     | Вагова категорія          | Місце  |
| ------------------------------- | ---------- | ------------------------- | ------ |
| Чемпіонат світу з боротьби 2014 | Киргизстан | вільна боротьба, до 70 кг | 19     |
| Чемпіонат світу з боротьби 2016 | Киргизстан | вільна боротьба, до 70 кг | Бронза |
| Чемпіонат світу з боротьби 2017 | Киргизстан | вільна боротьба, до 70 кг | 14     |
| Чемпіонат світу з боротьби 2018 | Киргизстан | вільна боротьба, до 70 кг | 9      |

### Виступи на Чемпіонатах Азії
| Змагання                       | Збірна     | Вагова категорія          | Місце  |
| ------------------------------ | ---------- | ------------------------- | ------ |
| Чемпіонат Азії з боротьби 2014 | Киргизстан | вільна боротьба, до 70 кг | 11     |
| Чемпіонат Азії з боротьби 2015 | Киргизстан | вільна боротьба, до 70 кг | Срібло |
| Чемпіонат Азії з боротьби 2016 | Киргизстан | вільна боротьба, до 70 кг | 10     |
| Чемпіонат Азії з боротьби 2018 | Киргизстан | вільна боротьба, до 70 кг | 5      |

### Виступи на Азійських іграх
| Змагання           | Збірна     | Вагова категорія          | Місце  |
| ------------------ | ---------- | ------------------------- | ------ |
| Азійські ігри 2014 | Киргизстан | вільна боротьба, до 70 кг | Бронза |

### Виступи на Чемпіонатах світу серед студентів
| Змагання                                        | Збірна     | Вагова категорія          | Місце  |
| ----------------------------------------------- | ---------- | ------------------------- | ------ |
| Чемпіонат світу з боротьби серед студентів 2016 | Киргизстан | вільна боротьба, до 70 кг | Бронза |

### Виступи на інших змаганнях
| Змагання                                                      | Збірна     | Вагова категорія                 | Місце |
| ------------------------------------------------------------- | ---------- | -------------------------------- | ----- |
| Міжнародний турнір Дінмухамеда Кунаєва 2014                   | Киргизстан | вільна боротьба, до 70 кг        | 11    |
| Турнір Олександра Медведя 2015                                | Киргизстан | вільна боротьба, до 70 кг        | 9     |
| Золотий Гран-прі з боротьби 2015                              | Киргизстан | вільна боротьба, до 70 кг        | 8     |
| Олімпійський кваліфікаційний турнір з боротьби 2016 (Астана)  | Киргизстан | вільна боротьба, до 65 кг        | 10    |
| Олімпійський кваліфікаційний турнір з боротьби 2016 (Стамбул) | Киргизстан | вільна боротьба, до 65 кг        | 24    |
| Кубок Ахмата Кадирова 2017                                    | Киргизстан | вільна боротьба, до Teamevent кг | 7     |
| Міжнародний турнір Дінмухамеда Кунаєва 2018                   | Киргизстан | вільна боротьба, до 70 кг        | 10    |
| Клубний чемпіонат світу з боротьби 2018                       | Киргизстан | команда                          | 6     |

### Виступи на змаганнях молодших вікових груп
| Змагання                                      | Збірна     | Вагова категорія          | Місце |
| --------------------------------------------- | ---------- | ------------------------- | ----- |
| Чемпіонат світу з боротьби серед юніорів 2012 | Киргизстан | вільна боротьба, до 74 кг | 18    |